# Liga Europy UEFA (2024/2025)/Faza kwalifikacyjna
Artykuł prezentuje szczegółowe dane dotyczące rozegranych meczów które miały na celu wyłonienie 12 drużyn piłkarskich, które wezmą udział w fazie ligowej Ligi Europy UEFA 2024/2025. Faza kwalifikacyjna trwała od 11 lipca do 29 sierpnia 2024.

## Terminarz
Poniżej przedstawiono terminarz rozgrywek (wszystkie losowania odbyły się w siedzibie UEFA w Nyonie).
| Faza         | Runda                         | Data losowania  | Pierwszy mecz    | Drugi mecz       |
| ------------ | ----------------------------- | --------------- | ---------------- | ---------------- |
| Kwalifikacje | Pierwsza runda kwalifikacyjna | 18 czerwca 2024 | 11 lipca 2024    | 18 lipca 2024    |
| Kwalifikacje | Druga runda kwalifikacyjna    | 19 czerwca 2024 | 25 lipca 2024    | 1 sierpnia 2024  |
| Kwalifikacje | Trzecia runda kwalifikacyjna  | 22 lipca 2024   | 8 sierpnia 2024  | 15 sierpnia 2024 |
| Play-off     | Play-off                      | 5 sierpnia 2024 | 22 sierpnia 2024 | 29 sierpnia 2024 |

## I runda kwalifikacyjna
Do startu w I rundzie kwalifikacyjnej uprawnionych było 16 drużyn, z czego 8 było rozstawionych. Drużyny, które przegrały w tej rundzie, otrzymały prawo gry w II rundzie kwalifikacyjnej Ligi Konferencji UEFA.

### Podział na koszyki
| Drużyny rozstawione    |        |
| Drużyna                | Wsp.   |
| Sheriff Tyraspol       | 20.000 |
| NK Maribor             | 9.500  |
| Toboł Kustanaj         | 7.500  |
| Wisła Kraków           | 5.075  |
| Pafos FC               | 4.420  |
| Paksi FC               | 4.375  |
| Drużyny nierozstawione |        |
| Drużyna                | Wsp.   |
| IF Elfsborg            | 4.300  |
| Corvinul Hunedoara     | 4.275  |
| Botew Płowdiw          | 4.075  |
| Zirə Baku              | 4.025  |
| MFK Ružomberok         | 3.925  |
| Llapi Podujevo         | 2.308  |

### Pary I rundy kwalifikacyjnej
| Drużyna 1        | Wynik dwumeczu | Drużyna 2          | Pierwszy mecz | Drugi mecz  |
| ---------------- | -------------- | ------------------ | ------------- | ----------- |
| Botew Płowdiw    | 4:3            | NK Maribor         | 2:1           | 2:2         |
| IF Elfsborg      | 8:2            | Pafos FC           | 3:0           | 5:2         |
| Paksi FC         | 2:4            | Corvinul Hunedoara | 0:4           | 2:0         |
| Sheriff Tyraspol | 2:2 (5:4 k.)   | Zirə Baku          | 0:1           | 2:1 (dogr.) |
| Wisła Kraków     | 4:1            | Llapi Podujevo     | 2:0           | 2:1         |
| MFK Ružomberok   | 5:3            | Toboł Kustanaj     | 5:2           | 0:1         |

### Pierwsze mecze
| 111 lipca 2024 | Botew Płowdiw       | 2:1   | NK Maribor |                                                                        |
| 20:00 CEST     | Ujah 9' · Iliev 74' | (1:1) | 19' Širvys | Stadion Christa Botewa, Płowdiw Widzów: 16 318 Sędzia: David Dickinson |

| 211 lipca 2024 | IF Elfsborg                      | 3:0   | Pafos FC |                                                                |
| 19:00 CEST     | Zeneli 9' · Hult 59' · Frick 82' | (1:0) |          | Borås Arena, Borås Widzów: 5 011 Sędzia: Helgi Mikael Jónasson |

| 311 lipca 2024 | Paksi FC | 0:4   | Corvinul Hunedoara              |                                                                        |
| 19:00 CEST     |          | (0:2) | 9' Buș · 45+2', 86', 90+3' Lupu | Fehérvári úti Stadion, Paks Widzów: 4 182 Sędzia: Mohammad Usman Aslam |

| 411 lipca 2024 | Sheriff Tyraspol | 0:1   | Zirə Baku   |                                                                  |
| 19:00 CEST     |                  | (0:0) | 88' Wolkowi | Stadion Sheriff, Tyraspol Widzów: 3 594 Sędzia: Alessandro Dudic |

| 511 lipca 2024 | Wisła Kraków             | 2:0   | Llapi Podujevo |                                                               |
| 20:30 CEST     | Sapała 2' · Rodado 90+5' | (1:0) |                | Stadion Miejski, Kraków Widzów: 24 403 Sędzia: Marc Nagtegaal |

| 611 lipca 2024 | MFK Ružomberok                                             | 5:2   | Toboł Kustanaj          |                                                                             |
| 19:00 CEST     | Gabriel 11', 88' · Selecký 40' · Malý 45+3' · Madleňák 77' | (3:2) | 9' Ivanović · 45' Henen | Stadion MFK Ružomberok, Rużomberk Widzów: 3 025 Sędzia: Kyriakos Athanasiou |

### Rewanże
| 118 lipca 2024 | NK Maribor             | 2:2   | Botew Płowdiw            |                                                                    |
| 20:15 CEST     | Repas 13' · Beugre 80' | (1:0) | 47' Nwachukwu · 60' Ujah | Stadion Ljudski vrt, Maribor Widzów: 8 124 Sędzia: Witalij Romanow |

| 218 lipca 2024 | Pafos FC                  | 2:5   | IF Elfsborg                                                       |                                                              |
| 18:00 CEST     | Holmén 25' · Dragomir 43' | (2:1) | 22' Ouma · 47' Baidoo · 48' Baldursson · 58' Abdulai · 85' Zeneli | Limassol Arena, Limassol Widzów: 3 952 Sędzia: Gal Laibuvitz |

| 318 lipca 2024 | Corvinul Hunedoara | 0:2   | Paksi FC               |                                                             |
| 20:00 CEST     |                    | (0:0) | 78' Könyves · 89' Böde | Stadion Miejski, Sybin Widzów: 8 582 Sędzia: Peter Kralovič |

| 418 lipca 2024 | Zirə Baku                                          | 1:2 (pd.)               | Sheriff Tyraspol                               |                                                      |
| 18:00 CEST     | Utzig 5'                                           | (1:0, 1:2, 1:2, k. 4:5) | 53' Allach · 77' Yade                          | Dalğa Arena, Baku Widzów: 4 700 Sędzia: Bułat Sariew |
| 18:00 CEST     | · Alıyev · Renato · Nurıyev · İbrahimli · Bayramov | Rzuty karne             | · Badolo · Akanbi · Pata · João Paulo · Allach | Dalğa Arena, Baku Widzów: 4 700 Sędzia: Bułat Sariew |

| 518 lipca 2024 | Llapi Podujevo | 1:2   | Wisła Kraków            |                                                                   |
| 16:30 CEST     | Tahiri 74'     | (0:0) | 58' Rodado · 90' Kiakos | Stadion Miejski, Podujevo Widzów: 0 Sędzia: Trustin Farrugia Cann |

| 618 lipca 2024 | Toboł Kustanaj  | 1:0   | MFK Ružomberok |                                                                 |
| 17:00 CEST     | El Messaoudi 8' | (1:0) |                | Stadion Centralny, Kustanaj Widzów: 6 830 Sędzia: Mikkel Redder |

## II runda kwalifikacyjna
Do startu w II rundzie kwalifikacyjnej uprawnionych było 18 drużyn (w tym 6 zwycięzców I rundy), z czego 9 było rozstawionych. Drużyny, które przegrały w tej rundzie, otrzymały prawo gry w III rundzie kwalifikacyjnej Ligi Konferencji UEFA.

### Podział na koszyki
Uwaga: Losowanie II rundy kwalifikacyjnej odbyło się przed zakończeniem I rundy kwalifikacyjnej, więc rozstawienia dokonano przyjmując założenie, że awans uzyska drużyna z najwyższym współczynnikiem w poprzedniej rundzie. W przypadku awansu, którejś z drużyn nierozstawionej, w II rundzie przejmuje ona współczynnik najwyżej rozstawionego rywala.
Oznaczenia:
| Drużyny, które awansowały z I rundy eliminacyjnej zachowując swój współczynnik. |

| Drużyny, które zaczęły rywalizację od II rundy eliminacyjnej. |

| Drużyny, które awansowały z I rundy eliminacyjnej, przejmując współczynnik rywala. |

| Grupa 1                | Grupa 1 |
| ---------------------- | ------- |
| Drużyny rozstawione    |         |
| Drużyna                | Wsp.    |
| Ajax                   | 67.000  |
| Molde FK               | 28.500  |
| Rapid Wiedeń           | 14.000  |
| Trabzonspor            | 11.500  |
| Cercle Brugge          | 9.760   |
| Drużyny nierozstawione |         |
| Drużyna                | Wsp.    |
| MFK Ružomberok         | 7.500   |
| Kilmarnock             | 7.210   |
| Silkeborg IF           | 6.290   |
| FK Vojvodina           | 5.555   |
| Wisła Kraków           | 5.075   |

| Grupa 2                | Grupa 2 |
| ---------------------- | ------- |
| Drużyny rozstawione    |         |
| Drużyna                | Wsp.    |
| SC Braga               | 49.000  |
| Sheriff Tyraspol       | 20.000  |
| HNK Rijeka             | 12.000  |
| Botew Płowdiw          | 9.500   |
| Drużyny nierozstawione |         |
| Drużyna                | Wsp.    |
| Panathinaikos AO       | 6.305   |
| Maccabi Petach Tikwa   | 6.225   |
| IF Elfsborg            | 4.420   |
| Corvinul Hunedoara     | 4.375   |

### Pary II rundy kwalifikacyjnej
| Drużyna 1          | Wynik dwumeczu | Drużyna 2            | Pierwszy mecz | Drugi mecz |
| ------------------ | -------------- | -------------------- | ------------- | ---------- |
| Ajax               | 4:1            | FK Vojvodina         | 1:0           | 3:1        |
| MFK Ružomberok     | 0:3            | Trabzonspor          | 0:2           | 0:1        |
| Wisła Kraków       | 2:8            | Rapid Wiedeń         | 1:2           | 1:6        |
| Kilmarnock         | 1:2            | Cercle Brugge        | 1:1           | 0:1        |
| Molde FK           | 5:4            | Silkeborg IF         | 3:1           | 2:3        |
| Corvinul Hunedoara | 0:1            | HNK Rijeka           | 0:0           | 0:1        |
| SC Braga           | 7:0            | Maccabi Petach Tikwa | 2:0           | 5:0        |
| Panathinaikos AO   | 6:1            | Botew Płowdiw        | 2:1           | 4:0        |
| Sheriff Tyraspol   | 0:3            | IF Elfsborg          | 0:1           | 0:2        |

### Pierwsze mecze
| 125 lipca 2024 | Ajax               | 1:0   | FK Vojvodina |                                                                        |
| 20:30 CEST     | Van den Boomen 86' | (0:0) |              | Johan Cruijff Arena, Amsterdam Widzów: 53 590 Sędzia: César Soto Grado |

| 225 lipca 2024 | MFK Ružomberok | 0:2   | Trabzonspor                 |                                                                         |
| 18:30 CEST     |                | (0:1) | 39' Trézéguet · 90+1' Çanak | Stadion MFK Ružomberok, Rużomberk Widzów: 4 544 Sędzia: Bastian Dankert |

| 325 lipca 2024 | Wisła Kraków | 1:2   | Rapid Wiedeń            |                                                                  |
| 18:00 CEST     | Carbó 79'    | (0:1) | 37' Jansson · 53' Seidl | Stadion Miejski, Kraków Widzów: 30 542 Sędzia: Mohammad Al-Emara |

| 425 lipca 2024 | Kilmarnock | 1:1   | Cercle Brugge |                                                            |
| 20:30 CEST     | Watson 70' | (0:0) | 55' Olaigbe   | Rugby Park, Kilmarnock Widzów: 10 410 Sędzia: Martin Dohal |

| 525 lipca 2024 | Molde FK                                    | 3:1   | Silkeborg IF |                                                         |
| 19:00 CEST     | Kaasa 2' · Wolff Eikrem 45+1' · Eriksen 49' | (2:1) | 35' Lind     | Aker Stadion, Molde Widzów: 3 900 Sędzia: Adam Ladebäck |

| 625 lipca 2024 | Corvinul Hunedoara | 0:0   | HNK Rijeka |                                                              |
| 19:00 CEST     |                    | (0:0) |            | Stadion Miejski, Sybin Widzów: 7 432 Sędzia: Philip Farrugia |

| 725 lipca 2024 | SC Braga                     | 2:0   | Maccabi Petach Tikwa |                                                               |
| 21:30 CEST     | Horta 56' · Zalazar 59' (k.) | (0:0) |                      | Estádio Municipal, Braga Widzów: 14 891 Sędzia: Luca Pairetto |

| 825 lipca 2024 | Panathinaikos AO                   | 2:1   | Botew Płowdiw |                                                               |
| 19:00 CEST     | Jeremejeff 8' · Bakasetas 44' (k.) | (2:0) | 71' Korošec   | Stadion Olimpijski, Ateny Widzów: 11 236 Sędzia: David Fuxman |

| 925 lipca 2024 | Sheriff Tyraspol | 0:1   | IF Elfsborg      |                                                              |
| 19:00 CEST     |                  | (0:0) | 86' (k.) Hedlund | Stadion Sheriff, Tyraspol Widzów: 3 751 Sędzia: Marek Radina |

### Rewanże
| 11 sierpnia 2024 | FK Vojvodina      | 1:3   | Ajax                                 |                                                              |
| 20:00 CEST       | Šutalo 59' (sam.) | (0:0) | 53' Šutalo · 85' Hato · 90+2' Traoré | TSC Arena, Bačka Topola Widzów: 4 412 Sędzia: Arda Kardeşler |

| 21 sierpnia 2024 | Trabzonspor | 1:0   | MFK Ružomberok |                                                                       |
| 19:30 CEST       | Drăguș 65'  | (0:0) |                | Medical Park Stadyumu, Trabzon Widzów: 26 220 Sędzia: Nenad Minaković |

| 31 sierpnia 2024 | Rapid Wiedeń                                                   | 6:1   | Wisła Kraków |                                                            |
| 20:30 CEST       | Burgstaller 6', 30', 35' · Beljo 24' · Raux-Yao 45' · Lang 79' | (5:0) | 80' Rodado   | Allianz Stadion, Wiedeń Widzów: 19 600 Sędzia: John Brooks |

| 41 sierpnia 2024 | Cercle Brugge | 1:0   | Kilmarnock |                                                                         |
| 20:00 CEST       | Somers 21'    | (1:0) |            | Jan Breydel Stadion, Brugia Widzów: 10 230 Sędzia: Sivert Øksnes Amland |

| 51 sierpnia 2024 | Silkeborg IF                     | 3:2   | Molde FK                |                                                         |
| 19:15 CEST       | Adamsen 3' (k.), 57' · Bakiz 88' | (1:1) | 22' Breivik · 81' Kaasa | JYSK park, Silkeborg Widzów: 4 731 Sędzia: Luka Bilbija |

| 61 sierpnia 2024 | HNK Rijeka   | 1:0   | Corvinul Hunedoara |                                                             |
| 20:00 CEST       | Petrovič 12' | (1:0) |                    | Stadion Rujevica, Rijeka Widzów: 4 683 Sędzia: Luís Godinho |

| 71 sierpnia 2024 | Maccabi Petach Tikwa | 0:5   | SC Braga                                                                            |                                                                              |
| 19:30 CEST       |                      | (0:3) | 29' Marín · 41' Roger · 45+4' Zalazar · 62' (sam.) Galabow · 90+1' (k.) El Ouazzani | Stadion Georgiego Asparuchowa, Sofia Widzów: 211 Sędzia: Evangelos Manouchos |

| 81 sierpnia 2024 | Botew Płowdiw | 0:4   | Panathinaikos AO                                     |                                                                        |
| 20:00 CEST       |               | (0:3) | 6', 50' Jeremejeff · 34' (sam.) Ujah · 45+2' Đuričić | Stadion Christa Botewa, Płowdiw Widzów: 17 076 Sędzia: Daniel Schlager |

| 91 sierpnia 2024 | IF Elfsborg             | 2:0   | Sheriff Tyraspol |                                                      |
| 19:00 CEST       | Abdulai 1' · Baidoo 73' | (1:0) |                  | Borås Arena, Borås Widzów: 5 414 Sędzia: Ante Čulina |

## III runda kwalifikacyjna
W tej rundzie turniej kwalifikacyjny został podzielony na 2 ścieżki – mistrzowską i ligową:
- do startu w III rundzie kwalifikacyjnej w ścieżce mistrzowskiej uprawnionych było 12 drużyn (wszystkie z II rundy kwalifikacji Ligi Mistrzów w ścieżce mistrzowskiej);
- do startu w III rundzie kwalifikacyjnej w ścieżce ligowej uprawnionych było 14 drużyn (w tym 9 zwycięzców II rundy i 2 z II rundy kwalifikacji Ligi Mistrzów w ścieżce ligowej), z czego 7 było rozstawionych.

Drużyny, które przegrały w tej rundzie, otrzymały prawo gry w rundzie play-off Ligi Konferencji UEFA.

### Podział na koszyki
Uwaga: Losowanie III rundy kwalifikacyjnej odbyło się przed zakończeniem II rundy kwalifikacyjnej, więc rozstawienia dokonano przyjmując założenie, że awans uzyska drużyna z najwyższym współczynnikiem w poprzedniej rundzie. W przypadku awansu, którejś z drużyn nierozstawionej, w III rundzie przejmuje ona współczynnik najwyżej rozstawionego rywala. W przypadku drużyn z II rundy kwalifikacyjnej Ligi Mistrzów przyjęto, że przegra drużyna o mniejszym współczynniku. W sytuacji porażki wyżej notowanej drużyny, przejmie ona współczynnik rywala. 
Oznaczenia:
| Drużyny, które awansowały z II rundy eliminacyjnej zachowując swój współczynnik. |

| Drużyny, które zaczęły rywalizację od III rundy eliminacyjnej. |

| Drużyny, które awansowały z II rundy eliminacyjnej, przejmując współczynnik rywala. |

| Drużyny, które przegrały w II rundzie eliminacyjnej Ligi Mistrzów i zachowały swój współczynnik. |

| Drużyny, które przegrały w II rundzie eliminacyjnej Ligi Mistrzów i przejęły współczynnik rywala. |

Ścieżka mistrzowska:
| Grupa 1                | Grupa 1 |
| ---------------------- | ------- |
| Drużyny rozstawione    |         |
| Drużyna                | Wsp.    |
| KÍ Klaksvík            | 10.000  |
| Shamrock Rovers        | 9.500   |
| FK RFS                 | 8.000   |
| Drużyny nierozstawione |         |
| Drużyna                | Wsp.    |
| Borac Banja Luka       | 5.500   |
| NK Celje               | 4.500   |
| UE Santa Coloma        | 1.199   |

| Grupa 2                | Grupa 2 |
| ---------------------- | ------- |
| Drużyny rozstawione    |         |
| Drużyna                | Wsp.    |
| Maccabi Tel Awiw       | 10.500  |
| Lincoln Red Imps       | 9.000   |
| The New Saints F.C.    | 8.500   |
| Drużyny nierozstawione |         |
| Drużyna                | Wsp.    |
| Petrocub Hîncești      | 7.000   |
| Dynama Mińsk           | 5.000   |
| FK Poniewież           | 4.000   |

Ścieżka ligowa:
| Grupa 1                | Grupa 1 |
| ---------------------- | ------- |
| Drużyny rozstawione    |         |
| Drużyna                | Wsp.    |
| Ajax                   | 67.000  |
| Molde FK               | 28.500  |
| Partizan Belgrad       | 25.500  |
| Rapid Wiedeń           | 14.000  |
| Drużyny nierozstawione |         |
| Drużyna                | Wsp.    |
| Trabzonspor            | 11.500  |
| Cercle Brugge          | 9.760   |
| FC Lugano              | 8.000   |
| Panathinaikos AO       | 6.305   |

| Grupa 2                | Grupa 2 |
| ---------------------- | ------- |
| Drużyny rozstawione    |         |
| Drużyna                | Wsp.    |
| SC Braga               | 49.000  |
| Viktoria Pilzno        | 28.000  |
| IF Elfsborg            | 20.000  |
| Drużyny nierozstawione |         |
| Drużyna                | Wsp.    |
| HNK Rijeka             | 12.000  |
| Servette FC            | 9.000   |
| Krywbas Krzywy Róg     | 5.600   |

### Pary III rundy kwalifikacyjnej
| Drużyna 1           | Wynik dwumeczu | Drużyna 2           | Pierwszy mecz | Drugi mecz  |
| ------------------- | -------------- | ------------------- | ------------- | ----------- |
| Ścieżka mistrzowska |                |                     |               |             |
| KÍ Klaksvík         | 3:4            | Borac Banja Luka    | 2:1           | 1:3 (dogr.) |
| UE Santa Coloma     | 0:9            | FK RFS              | 0:2           | 0:7         |
| NK Celje            | 2:3            | Shamrock Rovers     | 1:0           | 1:3 (dogr.) |
| FK Poniewież        | 1:5            | Maccabi Tel Awiw    | 1:2           | 0:3         |
| Petrocub Hîncești   | 1:0            | The New Saints F.C. | 1:0           | 0:0         |
| Dynama Mińsk        | 3:2            | Lincoln Red Imps    | 2:0           | 1:2         |
| Ścieżka ligowa      |                |                     |               |             |
| Partizan Belgrad    | 2:3            | FC Lugano           | 0:1           | 2:2 (dogr.) |
| Molde FK            | 3:1            | Cercle Brugge       | 3:0           | 0:1         |
| Panathinaikos AO    | 1:1 (12:13 k.) | Ajax                | 0:1           | 1:0 (dogr.) |
| Trabzonspor         | 0:3            | Rapid Wiedeń        | 0:1           | 0:2         |
| SC Braga            | 2:1            | Servette FC         | 0:0           | 2:1         |
| HNK Rijeka          | 1:3            | IF Elfsborg         | 1:1           | 0:2         |
| Krywbas Krzywy Róg  | 1:3            | Viktoria Pilzno     | 1:2           | 0:1         |

### Pierwsze mecze

#### Ścieżka mistrzowska
| 18 sierpnia 2024 | KÍ Klaksvík                         | 2:1   | Borac Banja Luka  |                                                          |
| 19:00 CEST       | Klettskarð 10' · Ødemarksbakken 36' | (2:1) | 31' (sam.) Jensen | Tórsvøllur, Thorshavn Widzów: 1 301 Sędzia: Ondřej Berka |

| 28 sierpnia 2024 | UE Santa Coloma | 0:2   | FK RFS                      |                                                        |
| 20:00 CEST       |                 | (0:2) | 13' Ikaunieks · 37' Osuagwu | Estadi Nacional, Andora Widzów: 369 Sędzia: Yigal Frid |

| 38 sierpnia 2024 | NK Celje   | 1:0   | Shamrock Rovers |                                                                  |
| 20:15 CEST       | Menalo 34' | (1:0) |                 | Stadion Z’dežele, Celje Widzów: 2 478 Sędzia: Damian Sylwestrzak |

| 46 sierpnia 2024 | FK Poniewież | 1:2   | Maccabi Tel Awiw         |                                                         |
| 18:30 CEST       | Gussiås 70'  | (0:2) | 3' Peretz · 10' Turgeman | Stadion LFF, Wilno Widzów: 1 312 Sędzia: Alijar Aghajew |

| 56 sierpnia 2024 | Petrocub Hîncești | 1:0   | The New Saints F.C. |                                                                   |
| 19:00 CEST       | Davies 20' (sam.) | (1:0) |                     | Stadion Zimbru, Kiszyniów Widzów: 6 272 Sędzia: Mohammed Al-Hakim |

| 68 sierpnia 2024 | Dynama Mińsk                     | 2:0   | Lincoln Red Imps |                                                                          |
| 20:45 CEST       | Hauryłowicz 36' · Pedro Igor 87' | (1:0) |                  | Mezőkövesdi Városi Stadion, Mezőkövesd Widzów: 0 Sędzia: Nenad Minaković |

#### Ścieżka ligowa
| 18 sierpnia 2024 | Partizan Belgrad | 0:1   | FC Lugano   |                                                                      |
| 20:00 CEST       |                  | (0:0) | 73' Zanotti | Stadion Partizana, Belgrad Widzów: 3 163 Sędzia: Sander van der Eijk |

| 28 sierpnia 2024 | Molde FK                                   | 3:0   | Cercle Brugge |                                                        |
| 19:00 CEST       | Eriksen 3' · Wolff Eikrem 18' · Linnes 30' | (3:0) |               | Aker Stadion, Molde Widzów: 4 200 Sędzia: Luis Godinho |

| 38 sierpnia 2024 | Panathinaikos AO | 0:1   | Ajax         |                                                              |
| 20:00 CEST       |                  | (0:1) | 28' Berghuis | Stadion Olimpijski, Ateny Widzów: 24 452 Sędzia: Filip Glova |

| 48 sierpnia 2024 | Trabzonspor | 0:1   | Rapid Wiedeń |                                                                     |
| 19:00 CEST       |             | (0:0) | 67' Grgic    | Medical Park Stadyumu, Trabzon Widzów: 33 476 Sędzia: Kristo Tohver |

| 58 sierpnia 2024 | SC Braga | 0:0   | Servette FC |                                                                   |
| 21:30 CEST       |          | (0:0) |             | Estádio Municipal, Braga Widzów: 16 603 Sędzia: Giorgi Kruashvili |

| 68 sierpnia 2024 | HNK Rijeka    | 1:1   | IF Elfsborg |                                                                       |
| 20:00 CEST       | Galešić 45+2' | (1:1) | 24' Abdulai | Stadion Rujevica, Rijeka Widzów: 4 867 Sędzia: Anastasios Sidiropulos |

| 78 sierpnia 2024 | Krywbas Krzywy Róg | 1:2   | Viktoria Pilzno         |                                                                           |
| 20:00 CEST       | Adu 20'            | (1:0) | 49' Panoš · 69' Vašulín | Košická futbalová aréna, Koszyce Widzów: 1 800 Sędzia: Sebastian Gishamer |

### Rewanże

#### Ścieżka mistrzowska
| 115 sierpnia 2024 | Borac Banja Luka                        | 3:1 (pd.)       | KÍ Klaksvík  |                                                                  |
| 21:00 CEST        | Srećković 17' · Savić 82' · Meijers 93' | (1:0, 2:1, 3:1) | 53' Pavlović | Stadion Miejski, Banja Luka Widzów: 5 800 Sędzia: Georgi Kabakow |

| 214 sierpnia 2024 | FK RFS                                                                            | 7:0 | UE Santa Coloma |                                                           |
| 18:00 CEST        | Ikaunieks 2', 10', 22' · Lipušček 17' · Osuagwu 44' · Ķigurs 67' · Mareš 77' (k.) |     |                 | LNK Sporta Parks, Ryga Widzów: 1 614 Sędzia: Juxhin Xhaja |

| 315 sierpnia 2024 | Shamrock Rovers                           | 3:1 (pd.)       | NK Celje      |                                                               |
| 21:00 CEST        | Watts 37' (k.) · Farrugia 41' · Burke 96' | (2:0, 2:1, 3:1) | 83' Karničnik | Tallaght Stadium, Dublin Widzów: 6 153 Sędzia: Ovidiu Hațegan |

| 415 sierpnia 2024 | Maccabi Tel Awiw                         | 3:0   | FK Poniewież |                                                                      |
| 20:30 CEST        | Peretz 45+3' · Davida 54' · Yehezkel 70' | (1:0) |              | Haladás Sportkomplexum, Szombathely Widzów: 34 Sędzia: Nicolas Walsh |

| 513 sierpnia 2024 | The New Saints F.C. | 0:0   | Petrocub Hîncești |                                                     |
| 19:30 CEST        |                     | (0:0) |                   | Park Hall, Oswestry Widzów: 851 Sędzia: John Brooks |

| 615 sierpnia 2024 | Lincoln Red Imps               | 2:1   | Dynama Mińsk |                                                                   |
| 18:00 CEST        | De Barr 30' · Pigas 78' (sam.) | (1:0) | 54' Alfred   | Europa Sports Park, Gibraltar Widzów: 587 Sędzia: Nenad Minaković |

#### Ścieżka ligowa
| 115 sierpnia 2024 | FC Lugano                  | 2:2 (pd.)       | Partizan Belgrad         |                                                                     |
| 20:30 CEST        | Steffen 48' · Mahmoud 111' | (0:1, 1:2, 1:2) | 44' Zahid · 67' Marković | Arena Thun, Thun Widzów: 2 268 Sędzia: Ricardo de Burgos Bengoetxea |

| 215 sierpnia 2024 | Cercle Brugge | 1:0   | Molde FK |                                                                |
| 20:00 CEST        | Ouattara 41'  | (1:0) |          | Jan Breydel Stadion, Brugia Widzów: 4 504 Sędzia: Balázs Berke |

| 315 sierpnia 2024 | Ajax | 0:1 (pd.)                 | Panathinaikos AO |                                                                      |
| 20:15 CEST        | | (0:0, 0:1, 0:1, k. 13:12) | 89' Tetê | Johan Cruijff Arena, Amsterdam Widzów: 54 089 Sędzia: Chris Kavanagh |
| 20:15 CEST        | · Bergwijn · van den Boomen · Godts · Taylor · Brobbey · Henderson · Traoré · Baas · Gaaei · Šutalo · Pasveer · Bergwijn · van den Boomen · Godts · Taylor · Brobbey · Gaaei | Rzuty karne               | · Mancini · Jeremejeff · Tetê · Jedvaj · Mladenović · Vilhena · Maksimović · Ingason · Vagiannidis · Zeca · Drągowski · Mancini · Jeremejeff · Tetê · Jedvaj · Mladenović · Vilhena | Johan Cruijff Arena, Amsterdam Widzów: 54 089 Sędzia: Chris Kavanagh |

| 415 sierpnia 2024 | Rapid Wiedeń         | 2:0   | Trabzonspor |                                                                      |
| 18:00 CEST        | Seidl 77' · Lang 87' | (0:0) |             | Allianz Stadion, Wiedeń Widzów: 22 500 Sędzia: Manfredas Lukjančukas |

| 515 sierpnia 2024 | Servette FC  | 1:2   | SC Braga                          |                                                          |
| 20:30 CEST        | Kutesa 90+1' | (0:1) | 45+1' El Ouazzani · 69' Fernández | Stade de Genève, Lancy Widzów: 15 179 Sędzia: Igor Pajač |

| 615 sierpnia 2024 | IF Elfsborg            | 2:0   | HNK Rijeka |                                                           |
| 19:00 CEST        | Baidoo 68' · Qasem 83' | (0:0) |            | Borås Arena, Borås Widzów: 6 035 Sędzia: Andris Treimanis |

| 715 sierpnia 2024 | Viktoria Pilzno | 1:0   | Krywbas Krzywy Róg |                                                            |
| 19:00 CEST        | Vašulín 52'     | (0:0) |                    | Doosan Arena, Pilzno Widzów: 10 657 Sędzia: Horațiu Feșnic |

## Runda play-off
Do startu w rundzie play-off uprawnione były 24 drużyny (w tym 13 z poprzedniej rundy oraz 6 z III rundy kwalifikacji Ligi Mistrzów w ścieżce mistrzowskiej).
Drużyny, które przegrały w tej rundzie, otrzymały prawo gry w fazie ligowej Ligi Konferencji UEFA.

### Podział na koszyki
Uwaga: Losowanie rundy play-off odbyło się przed zakończeniem III rundy kwalifikacyjnej, więc rozstawienia dokonano przyjmując założenie, że awans uzyska drużyna z najwyższym współczynnikiem w poprzedniej rundzie. W przypadku awansu, którejś z drużyn nierozstawionej, w rundzie play-off przejmuje ona współczynnik najwyżej rozstawionego rywala. W przypadku drużyn z III rundy kwalifikacyjnej Ligi Mistrzów przyjęto, że przegra drużyna o mniejszym współczynniku. W sytuacji porażki wyżej notowanej drużyny, przejmie ona współczynnik rywala. 
Oznaczenia:
| Drużyny, które awansowały z III rundy eliminacyjnej zachowując swój współczynnik. |

| Drużyny, które zaczęły rywalizację od rundy play-off. |

| Drużyny, które awansowały z III rundy eliminacyjnej, przejmując współczynnik rywala. |

| Drużyny, które przegrały w III rundzie eliminacyjnej Ligi Mistrzów i zachowały swój współczynnik. |

| Drużyny, które przegrały w III rundzie eliminacyjnej Ligi Mistrzów i przejęły współczynnik rywala. |

| Grupa 1                | Grupa 1 |
| ---------------------- | ------- |
| Drużyny rozstawione    |         |
| Drużyna                | Wsp.    |
| Ajax                   | 67.000  |
| Łudogorec Razgrad      | 26.000  |
| FC Lugano              | 25.500  |
| RSC Anderlecht         | 14.500  |
| Drużyny nierozstawione |         |
| Drużyna                | Wsp.    |
| Beşiktaş JK            | 12.000  |
| Dynama Mińsk           | 9.000   |
| Petrocub Hîncești      | 8.500   |
| Jagiellonia Białystok  | 5.075   |

| Grupa 2                | Grupa 2 |
| ---------------------- | ------- |
| Drużyny rozstawione    |         |
| Drużyna                | Wsp.    |
| LASK Linz              | 37.000  |
| Maccabi Tel Awiw       | 35.500  |
| PAOK FC                | 18.500  |
| APOEL Nikozja          | 14.500  |
| Drużyny nierozstawione |         |
| Drużyna                | Wsp.    |
| FCSB                   | 10.500  |
| Shamrock Rovers        | 9.500   |
| FK RFS                 | 8.000   |
| TSC Bačka Topola       | 5.555   |

| Grupa 3                | Grupa 3 |
| ---------------------- | ------- |
| Drużyny rozstawione    |         |
| Drużyna                | Wsp.    |
| SC Braga               | 49.000  |
| Molde FK               | 28.500  |
| Viktoria Pilzno        | 28.000  |
| Ferencvárosi TC        | 25.500  |
| Drużyny nierozstawione |         |
| Drużyna                | Wsp.    |
| Rapid Wiedeń           | 14.000  |
| IF Elfsborg            | 12.000  |
| Borac Banja Luka       | 10.000  |
| Heart of Midlothian    | 7.210   |

### Pary rundy play-off
| Drużyna 1             | Wynik dwumeczu | Drużyna 2           | Pierwszy mecz | Drugi mecz  |
| --------------------- | -------------- | ------------------- | ------------- | ----------- |
| Dynama Mińsk          | 0:2            | RSC Anderlecht      | 0:1           | 0:1         |
| Jagiellonia Białystok | 1:7            | Ajax                | 1:4           | 0:3         |
| Łudogorec Razgrad     | 6:1            | Petrocub Hîncești   | 4:0           | 2:1         |
| FC Lugano             | 4:8            | Beşiktaş JK         | 3:3           | 1:5         |
| LASK Linz             | 1:2            | FCSB                | 1:1           | 0:1         |
| FK RFS                | 3:3 (4:2 k.)   | APOEL Nikozja       | 2:1           | 1:2 (dogr.) |
| Maccabi Tel Awiw      | 8:1            | TSC Bačka Topola    | 3:0           | 5:1         |
| PAOK FC               | 6:0            | Shamrock Rovers     | 4:0           | 2:0         |
| Ferencvárosi TC       | 1:1 (3:2 k.)   | Borac Banja Luka    | 0:0           | 1:1 (dogr.) |
| Molde FK              | 1:1 (2:4 k.)   | IF Elfsborg         | 0:1           | 1:0 (dogr.) |
| SC Braga              | 4:3            | Rapid Wiedeń        | 2:1           | 2:2         |
| Viktoria Pilzno       | 2:0            | Heart of Midlothian | 1:0           | 1:0         |

### Pierwsze mecze
| 122 sierpnia 2024 | Dynama Mińsk | 0:1   | RSC Anderlecht  |                                                            |
| 20:45 CEST        |              | (0:1) | 9' Augustinsson | Mezőkövesdi Városi Stadion, Mezőkövesd Sędzia: Rohit Saggi |

| 222 sierpnia 2024 | Jagiellonia Białystok | 1:4   | Ajax                                 |                                                   |
| 20:45 CEST        | Diéguez 5'            | (1:2) | 10', 61', 69' (k.) Akpom · 28' Godts | Stadion Miejski, Białystok Sędzia: Rade Obrenovič |

| 322 sierpnia 2024 | Łudogorec Razgrad                               | 4:0   | Petrocub Hîncești |                                                        |
| 20:00 CEST        | Duah 23' · Rwan Seco 59' · Almeida 90+1', 90+4' | (1:0) |                   | Łudogorec Arena, Razgrad Sędzia: Anastasios Papapetrou |

| 422 sierpnia 2024 | FC Lugano                                      | 3:3   | Beşiktaş JK                      |                                       |
| 20:30 CEST        | Bislimi 34' · Steffen 57' · Gabriel 64' (sam.) | (1:1) | 21', 52' Fernandes · 55' Musrati | Arena Thun, Thun Sędzia: Morten Krogh |

| 522 sierpnia 2024 | LASK Linz | 1:1   | FCSB            |                                                |
| 19:00 CEST        | Taoui 34' | (1:1) | 45+2' Miculescu | Raiffeisen Arena, Linz Sędzia: Allard Lindhout |

| 622 sierpnia 2024 | FK RFS                             | 2:1   | APOEL Nikozja |                                               |
| 19:00 CEST        | Kouadio 31' · Ikaunieks 45+1' (k.) | (2:0) | 52' El-Arabi  | LNK Sporta Parks, Ryga Sędzia: Alijar Aghajew |

| 722 sierpnia 2024 | Maccabi Tel Awiw                       | 3:0   | TSC Bačka Topola |                                                                |
| 20:00 CEST        | Turgeman 27' · Peretz 63' · Madmon 83' | (1:0) |                  | Haladás Sportkomplexum, Szombathely Sędzia: Sebastian Gishamer |

| 822 sierpnia 2024 | PAOK FC                                                             | 4:0   | Shamrock Rovers |                                             |
| 19:30 CEST        | Cleary 45+5' (sam.) · Taison 48' · Konstantelias 67' · Rahman 90+5' | (1:0) |                 | Stadion Tumba, Saloniki Sędzia: Enea Jorgji |

| 922 sierpnia 2024 | Ferencvárosi TC | 0:0   | Borac Banja Luka |                                                 |
| 20:00 CEST        |                 | (0:0) |                  | Groupama Aréna, Budapeszt Sędzia: Nicolas Walsh |

| 1022 sierpnia 2024 | Molde FK | 0:1   | IF Elfsborg |                                           |
| 19:00 CEST         |          | (0:1) | 15' Qasem   | Aker Stadion, Molde Sędzia: István Kovács |

| 1122 sierpnia 2024 | SC Braga                   | 2:1   | Rapid Wiedeń    |                                                 |
| 21:30 CEST         | Carvalho 33' · Zalazar 71' | (1:1) | 25' Burgstaller | Estádio Municipal, Braga Sędzia: Mykoła Bałakin |

| 1222 sierpnia 2024 | Viktoria Pilzno      | 1:0   | Heart of Midlothian |                                             |
| 19:00 CEST         | Oyegoke 90+6' (sam.) | (0:0) |                     | Doosan Arena, Pilzno Sędzia: Sven Jablonski |

### Rewanże
| 129 sierpnia 2024 | RSC Anderlecht | 1:0   | Dynama Mińsk |                                                                  |
| 20:00 CEST        | Amuzu 83'      | (0:0) |              | Stade Constant Vanden Stock, Anderlecht Sędzia: Nikola Dabanović |

| 229 sierpnia 2024 | Ajax                                    | 3:0   | Jagiellonia Białystok |                                                         |
| 20:00 CEST        | Fitz-Jim 43' · Taylor 64' · Brobbey 71' | (1:0) |                       | Johan Cruijff Arena, Amsterdam Sędzia: Maurizio Mariani |

| 329 sierpnia 2024 | Petrocub Hîncești | 1:2   | Łudogorec Razgrad      |                                                    |
| 19:00 CEST        | Ambros 28'        | (1:0) | 75' Delew · 90+3' Rick | Stadion Zimbru, Kiszyniów Sędzia: Sascha Stegemann |

| 429 sierpnia 2024 | Beşiktaş JK                                               | 5:1   | FC Lugano |                                               |
| 20:00 CEST        | Immobile 7', 71' · Fernandes 65' · Silva 70' · Uçan 90+2' | (1:0) | 59' Vladi | Vodafone Arena, Stambuł Sędzia: Radu Petrescu |

| 529 sierpnia 2024 | FCSB        | 1:0   | LASK Linz |                                                  |
| 20:30 CEST        | Olaru 90+3' | (0:0) |           | Stadionul Steaua, Bukareszt Sędzia: Felix Zwayer |

| 629 sierpnia 2024 | APOEL Nikozja                          | 2:1 (pd.)               | FK RFS                                  |                                             |
| 19:00 CEST        | Sušić 75' · Donis 90+4'                | (0:1, 2:1, 2:1, k. 2:4) | 40' Ikaunieks                           | Stadion GSP, Nikozja Sędzia: Georgi Kabakow |
| 19:00 CEST        | · El-Arabi · Sarfo · Quintillà · Dwali | Rzuty karne             | · Ikaunieks · Lipušček · Prenga · Panić | Stadion GSP, Nikozja Sędzia: Georgi Kabakow |

| 729 sierpnia 2024 | TSC Bačka Topola | 1:5   | Maccabi Tel Awiw                                     |                                               |
| 21:00 CEST        | Mboungou 90+2'   | (0:3) | 2', 6' Addo · 12' Asante · 56' Turgeman · 89' Shahar | TSC Arena, Bačka Topola Sędzia: João Pinheiro |

| 829 sierpnia 2024 | Shamrock Rovers | 0:2   | PAOK FC                    |                                                 |
| 21:00 CEST        |                 | (0:0) | 64' Ozdojew · 75' Despodow | Tallaght Stadium, Dublin Sędzia: Donatas Rumšas |

| 929 sierpnia 2024 | Borac Banja Luka                              | 1:1 (pd.)               | Ferencvárosi TC                            |                                                     |
| 21:00 CEST        | Meijers 104'                                  | (0:0, 0:0, 1:0, k. 2:3) | 111' (k.) B. Varga                         | Stadion Miejski, Banja Luka Sędzia: Erik Lambrechts |
| 21:00 CEST        | · Herrera · Kvržić · Savić · Čavić · Grahovac | Rzuty karne             | · Rommens · Ben Romdhane · Abu Fani · Kady | Stadion Miejski, Banja Luka Sędzia: Erik Lambrechts |

| 1029 sierpnia 2024 | IF Elfsborg                        | 0:1 (pd.)               | Molde FK                         |                                        |
| 19:00 CEST         |                                    | (0:0, 0:1, 0:1, k. 4:2) | 62' Berisha                      | Borås Arena, Borås Sędzia: Harm Osmers |
| 19:00 CEST         | · Baidoo · Hedlund · Zeneli · Hult | Rzuty karne             | · Kaasa · Ihler · Hestad · Løvik | Borås Arena, Borås Sędzia: Harm Osmers |

| 1129 sierpnia 2024 | Rapid Wiedeń                      | 2:2   | SC Braga                            |                                                |
| 21:00 CEST         | Arrey-Mbi 9' (sam.) · Jansson 47' | (1:0) | 68' (k.) El Ouazzani · 70' R. Horta | Allianz Stadion, Wiedeń Sędzia: Anthony Taylor |

| 1229 sierpnia 2024 | Heart of Midlothian | 0:1   | Viktoria Pilzno |                                                |
| 20:45 CEST         |                     | (0:0) | 76' Červ        | Tynecastle Stadium, Edynburg Sędzia: Matej Jug |